# Stela

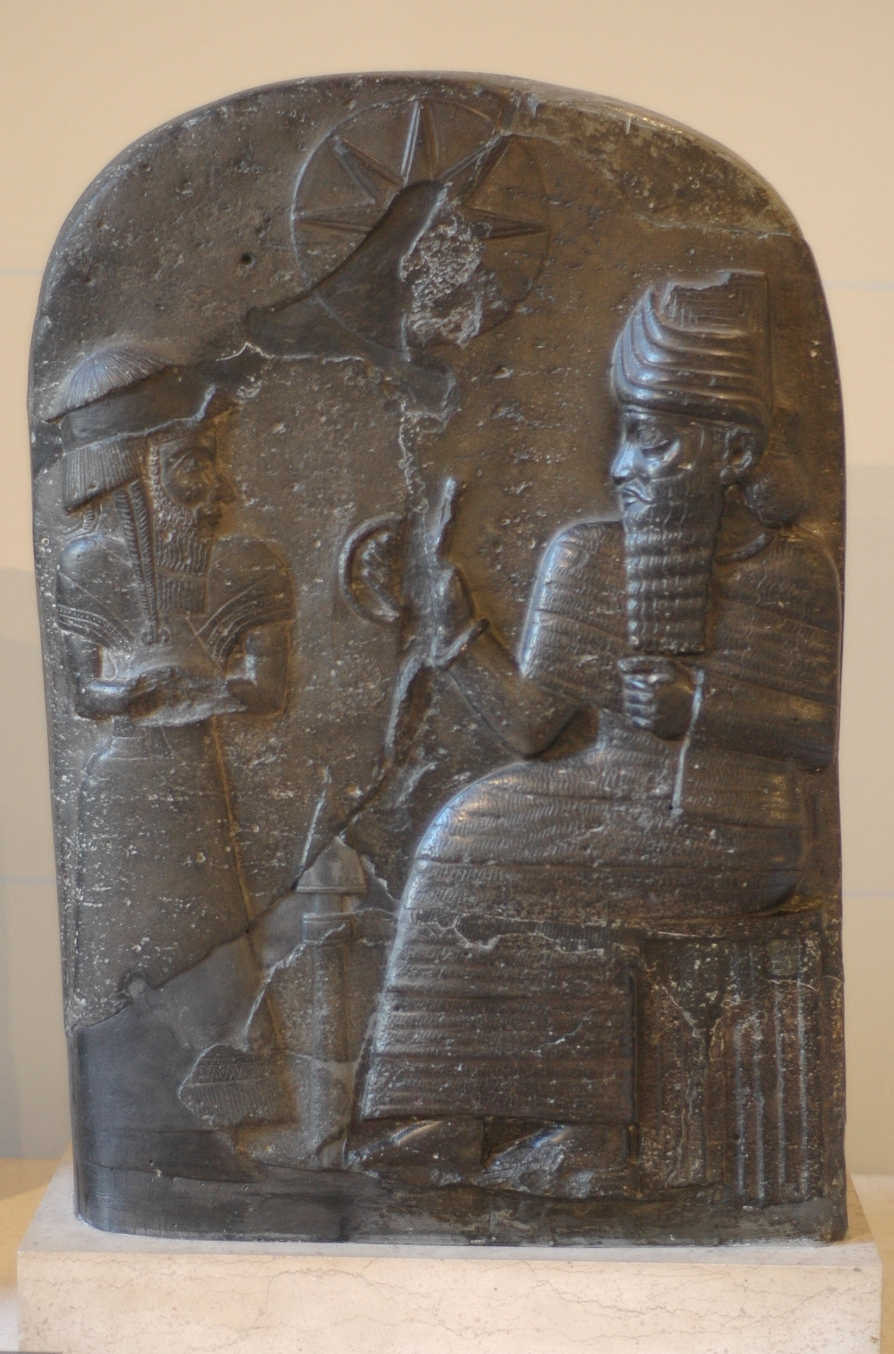
Babilońska stela króla Elamu

Stela (στήλη stélē – słup, łac. stela, stele) – ustawiona pionowo ozdobna płyta kamienna z inskrypcją lub płaskorzeźbioną dekoracją, w starożytności wznoszona w różnych celach; także pionowa płyta nagrobna.
W cywilizacjach starożytnego Bliskiego Wschodu stele pomnikowe z reguły upamiętniały dokonania władców, ich wojny, działalność budowlaną bądź doniosłe wydarzenia religijne (np. Stela sępów, Stela Naram-Sina, Stela Ur-Nammu). 
Rozpowszechnione w starożytnym Egipcie i Grecji, gdzie nabrały również charakteru sepulkralnego. W tradycji staroegipskiej płaskorzeźbione stele z wyobrażeniem zmarłego i okolicznościową inskrypcją umieszczano nad ślepymi wrotami mastab i w serdabach grobowców. Oprócz nich wznoszono świątynne stele wotywne, historyczne (np. Stela Merenptaha), graniczne oraz fundacyjne. 
Stele greckie pojawiły się już w okresie archaicznym wykonane były najczęściej z marmuru lub miękkiego kamienia. Formy i przedstawienia na greckich stelach z czasem stawały się coraz bardziej skomplikowane: najdawniejsze miały kształt prostokątnej płyty zwieńczonej palmetą, a dekoracje wykonane były płaskim konturem. W okresie późniejszym formy stały się bardziej rozbudowane na kształt fasady świątyni greckiej, a przedstawienia stały się bardziej plastyczne (wypukły relief, a nawet pełna polichromowana rzeźba).
Osobną grupę stanowią tzw. stele nagrobne, stawiane w miejscu pochówku jako rodzaj pomnika znanego już w starożytnym Egipcie. W starożytnej Grecji ta odmiana ma swój początek ok. VI wieku p.n.e., a jej postać ustaliła się w ciągu dalszego dwustulecia: podstawą był niski cokół, a główną płytę zamykał od góry fronton albo gzyms z motywem palmety. Główny motyw przedstawień stanowił zmarły: ukazany indywidualnie (Stela Aristiona) lub w grupowej scenie pożegnania z bliskimi (Stela Hegeso), niekiedy uczty, a nawet ofiary. Figuralnemu wyobrażeniu towarzyszyły inskrypcje identyfikujące zmarłego.
Stele nagrobne od okresu mykeńskiego zaczęły przyjmować się jako charakterystyczna postać nagrobka, z biegiem czasu rozprzestrzeniona na całym obszarze kultury klasycznej. W Italii występowały one u Etrusków i u Rzymian, którzy umieszczali je w kolumbariach.
W kulturze żydowskiej podobna stela nosi nazwę macewy.
Określenie to stosowane jest również do płaskorzeźbionych pomników (płyty i słupy) pozostawionych przez mezoamerykańskich Majów, którzy stawiali je przed świątyniami w regularnych odstępach czasu.